# Марков, Андрей Андреевич (старший)
Андре́й Андре́евич Ма́рков (2 (14) июня 1856, Рязань — 20 июля 1922, Петроград) — русский математик, академик, внёсший большой вклад в теорию вероятностей, математический анализ и теорию чисел. Отец А. А. Маркова-младшего. Член Санкт-Петербургского математического общества.

## Биография
А. А. Марков был сыном чиновника Андрея Григорьевича Маркова, служившего в Лесном департаменте в чине коллежского советника, а затем вышедшего в отставку и служившего в Санкт-Петербурге частным поверенным и управляющим имением Екатерины Александровны Вальватьевой. Отец Андрея Григорьевича, Григорий Маркович Марков, был сельским дьяконом. Андрей Григорьевич был дважды женат; от первой жены, дочери чиновника, Надежды Петровны Фёдоровой, он имел шестерых детей: Петра, Павла (умершего в детстве), Марию, Евгению, Андрея и Михаила; от второй жены, Анны Иосифовны, — трёх: Владимира, Лидию и Екатерину. Владимир Марков (1871—1897) математик, известный тем, что  со своим старшим братом Андреем Марковым доказал неравенство, названное неравенством братьев Марковых. Владимир рано умер от туберкулёза. Сестра отца, врач-психиатр Евгения Андреевна (?—1920), была одной из первых русских женщин-врачей.
Андрей Марков страдал туберкулёзом коленного сустава и до 10 лет ходил на костылях. После операции, проведённой известным хирургом Кадэ, он получил возможность ходить нормально.
В 1866 году его отдали в 5-ю Петербургскую гимназию. Это классическое учебное заведение с преподаванием древних языков (латинского и греческого) пришлось ему не по вкусу; по большинству предметов он учился плохо, исключение составлял только один предмет — математика.
В 1874 году А. А. Марков окончил гимназию и поступил в Санкт-Петербургский университет. Там он слушал лекции профессоров А. Н. Коркина и Е. И. Золотарёва, а также Пафнутия Львовича Чебышёва, оказавшего определяющее влияние на выбор научной деятельности Андрея Маркова. 31 мая 1878 года он окончил Петербургский университет по математическому разряду физико-математического факультета со степенью кандидата. В том же году он был награждён золотой медалью за сочинение «Об интегрировании дифференциальных уравнений при помощи непрерывных дробей» и был оставлен при Университете «для приготовления к профессорскому званию». В 1880 году он защитил свою знаменитую магистерскую диссертацию «О бинарных квадратичных формах положительного определителя», сразу выдвинувшую его в первые ряды русских математиков. В 1881 году состоялась защита докторской диссертации «О некоторых приложениях алгебраических непрерывных дробей».
Его преподавательская деятельность в Петербургском университете началась в 1880 году в качестве приват-доцента. В 1883 году ему был передан курс «Введения в анализ», до того читавшийся Ю. В. Сохоцким и К. А. Поссе. В этом же году университет покинул Чебышёв, и Марков впервые прочитал курс теории вероятностей.
В 1883 году А. А. Марков женился на Марии Ивановне Вальватьевой. Через 20 лет у них родился сын Андрей (полный тёзка отца).
С 13 декабря 1886 года, по предложению Чебышёва, он был избран адъюнктом физико-математического отделения (чистая математика); с 3 марта 1890 года — экстраординарный академик, а с 2 марта 1896 года — ординарный академик Императорской Санкт-Петербургской академии наук. С 1880 года — приват-доцент, с 1886 года — профессор физико-математического факультета Санкт-Петербургского университета. С 1898 года — действительный статский советник.
Умер в Петрограде в 1922 году. Похоронен на Митрофаниевском кладбище Санкт-Петербурга. В 1954 году перезахоронен на Литераторских мостках, Волковское кладбище.

## Научная деятельность

### Теория вероятностей
А. А. Марков является первооткрывателем обширного класса стохастических процессов с дискретной и непрерывной временно́й компонентой, названных его именем. Марковские процессы можно описать так: следующее состояние процесса зависит вероятностно только от текущего состояния. В то время, когда эта теория была построена, она считалась абстрактной, однако в настоящее время практические применения данной теории чрезвычайно многочисленны. Теория цепей Маркова выросла в огромную и весьма важную область научных исследований — теорию марковских случайных процессов, которая в свою очередь представляет основу общей теории стохастических процессов (см. также: Неравенство Маркова). А. А. Марков существенно продвинул классические исследования предшественников, касающиеся закона больших чисел и центральной предельной теоремы теории вероятностей, а также распространил их и на цепи Маркова.
Следует указать, что А. А. Марков своим открытием (как и затем А. Н. Колмогоров, предложивший строгую теоретико-вероятностную формулировку на основе теории меры) сделал крупнейший вклад в теорию случайных процессов и теорию вероятностей в целом.

### Математический анализ
В общем списке научных трудов А. А. Маркова работы по математическому анализу составляют более трети. Его внимание привлекали теория непрерывных дробей, исчисление конечных разностей, теория интерполирования функций, экстремальные задачи в функциональных пространствах, проблема моментов, теория ортогональных многочленов, квадратурные формулы, дифференциальные уравнения, теория функций, наименее уклоняющихся от нуля, и другие вопросы. По многим разделам математического анализа А. А. Марков получил важные результаты, которые играют важную роль и в наши дни.
А. А. Марков воспринял идеи своего учителя П. Л. Чебышёва и занимался решением многих задач, поставленных в его трудах. Классические работы Чебышёва и Маркова о предельных величинах интегралов составили основы теории моментов и теории экстремальных задач в функциональных пространствах.

### Теория чисел
Работ по теории чисел у А. А. Маркова сравнительно немного — 15, но они имеют непреходящее значение для этой теории. Сюда относится прежде всего магистерская диссертация «О бинарных квадратичных формах положительного определителя» (1880). Она примыкала к исследованиям А. Н. Коркина и Е. И. Золотарёва и была высоко оценена П. Л. Чебышёвым. Диссертация посвящена проблеме арифметических минимумов неопределённых бинарных квадратичных форм. В последующих статьях рассматривается проблема арифметических минимумов неопределённых тернарных и кватернарных квадратичных форм. Идеи и результаты А. А. Маркова оказали большое влияние на дальнейшее развитие теории чисел.

## Отлучение от церкви
Ещё в 1901 году академик Марков резко протестовал против решения Синода об отлучении Льва Толстого. 12 февраля 1912 года А. А. Марков направил в Святейший синод Русской православной церкви письмо, в котором просил отлучить его от церкви: «Надеюсь, что достаточным основанием для отлучения может служить ссылка на мою книгу „Исчисление вероятностей“, где ясно выражено моё отрицательное отношение к сказаниям, лежащим в основании еврейской и христианской религии». Академик писал: «Я не усматриваю существенной разницы между иконами и мощами, с одной стороны, и идолами, которые, конечно, не боги, а их изображения, с другой, и не сочувствую всем религиям, которые, подобно православию, поддерживаются огнём и мечом и сами служат им».
Синод рассмотрел письмо Маркова 24 февраля и поручил митрополиту Петербургскому произвести «вразумление» академика, однако Марков отказался от встречи, заявив, что она будет напрасной потерей времени. После этого митрополит Антоний наложил резолюцию: «г. Маркова следует считать отпавшим от Церкви и подлежащим исключению из списков лиц православных». 28 сентября 1912 года Санкт-Петербургская духовная консистория утвердила это решение. 30 октября дело вновь рассмотрел Синод, который постановил известить о происшедшем петербургского градоначальника, Министерство народного просвещения и ближайшее начальство Маркова, а также затребовать подробные сведения о его родителях, месте и дате крещения. Марков отказался предоставить эти сведения, ввиду чего было решено затребовать их сначала в Академии наук, где ответили, что таких сведений у них не имеется, а затем в полиции и в Петербургском университете.

## Основные работы
- Исчисление вероятностей. — СПб.: Тип. Имп. Акад. наук, 1900.
- Исчисление конечных разностей. Изд. 2-е, пересмотренное и дополненное автором. — Одесса: Mathesis, 1910.
- Избранные труды по теории непрерывных дробей и теории функций, наименее уклоняющихся от нуля. — М.-Л.: ОГИЗ-Гостехиздат, 1948.
- Избранные труды. Теория чисел. Теория вероятностей. — М.: Изд-во АН СССР, 1951.

## Хобби
А. А. Марков был сильным шахматистом. Он много и с успехом играл по переписке (матчи и турниры, организованные под эгидой различных печатных изданий), занимался шахматной композицией, был другом и спарринг-партнёром М. И. Чигорина (матч между ними завершился с почётным для будущего академика результатом 1,5 : 2,5: Марков белыми одну партию выиграл, другую свёл вничью, Чигорин выиграл обе партии белыми). По всей видимости, А. А. Марков играл в силу мастера спорта.
В 1977—1979 годах Всероссийским шахматным клубом был организован тематический турнир по переписке памяти А. А. Маркова.
Шахматный архив А. А. Маркова, насчитывающий более 1500 писем, был сохранён его сыном. Материалы из этого архива частично публиковались при содействии С. Я. Гродзенского и И. З. Романова.
| Год       | Соревнование                                        | + | − | = | Результат  | Место |
| --------- | --------------------------------------------------- | - | - | - | ---------- | ----- |
| 1886—1887 | Турнир по переписке журнала «Шахматный листок»      |   |   |   | 10,5 из 12 | 1     |
| 1890      | Тренировочный матч по переписке с М. И. Чигориным   | 1 | 2 | 1 | 1,5 : 2,5  |       |
| 1889—1890 | Показательная партия по переписке с П. Липке        | 1 | 0 | 0 | 1 из 1     |       |
| 1891      | Матч по переписке с Б. М. Кояловичем                | 2 | 0 | 0 | 2 : 0      |       |
| 1895      | Матч по переписке с А. Н. Хардиным                  |   | 4 |   | [ 11 ]     |       |
| 1897—1899 | Матч по переписке с А. Н. Хардиным                  | 1 | 0 | 3 | 2,5 : 1,5  |       |
| 1897—1899 | Матч по переписке с Б. М. Кояловичем                | 4 | 1 | 1 | 4,5 : 1,5  |       |
| 1898—1899 | Матч по переписке с Г. Х. Весселем                  | 5 | 0 | 1 | 5,5 : 0,5  |       |
| 1900      | Показательная партия по переписке с А. К. Макаровым | 1 | 0 | 0 | 1 из 1     |       |
| 1901—1903 | Турнир по переписке «Шахматного журнала»            |   |   |   | 11 из 14   | 1     |
| 1915      | Матч по переписке с Б. М. Кояловичем                |   |   |   | 2,5 : 1,5  |       |

## Адреса в Петербурге — Петрограде
- 1891—1893 — Торговая улица, 30[15].
- 1893—1922 — 7-я линия Васильевского острова, 2[16].

## Память
- На доме по адресу Васильевский остров, 7-я линия, д. 2 в 1950 году была установлена мемориальная доска (архитектор Р. И. Каплан-Ингель) с текстом: «Здесь жил академик Андрей Андреевич Марков. 1856—1922. Выдающийся математик, широко известный своими работами по теории чисел и теории вероятностей»[17].
- В 1964 году Международный астрономический союз присвоил имя А. А. Маркова (совместно с А. В. Марковым) кратеру на видимой стороне Луны.
- Имя Маркова присвоено открытому в 2000 году астероиду (27514) Марков.
- Ряд научных понятий назван в честь А. А. Маркова:
  - Алгоритм DMC
  - Алгоритм LZMA
  - Марковская сеть
  - Марковский источник информации
  - Марковский момент времени
  - Марковский процесс
  - Марковский процесс принятия решений
  - Марковское свойство
  - Неравенство Маркова
  - Цепь Маркова
  - Спектр Маркова[англ.]
  - Число Маркова
  - Скрытая марковская модель
- Премия Маркова — советская и российская математическая премия, присуждается с 1971 года за выдающиеся результаты в области математики.

## Комментарии
1. ↑  Андрей Марков был очень увлечён математикой; однажды ему показалось, что он изобрёл новый метод интегрирования обыкновенных линейных дифференциальных уравнений с постоянными коэффициентами, о чём он сообщил известным русским математикам того времени: Буняковскому, Золотарёву и Коркину. Из них первый ничего не ответил на письмо гимназиста Маркова, а два других подробно и обстоятельно разъяснили ему, что этот способ в действительности не является новым. Так завязалось знакомство Андрея Маркова с профессорами Петербургского университета А. Н. Коркиным и Е. И. Золотарёвым.[источник не указан 2143 дня]
2. ↑  Начиная с 1885/86 учебного года А. А. Марков стал читать этот курс постоянно.[источник не указан 2143 дня]
3. ↑  Когда Андрей Марков был студентом, его пригласили к дочери Екатерины Александровны Вальватьевой (у Вальватьевой служил управляющим его отец) в качестве учителя математики. Вскоре студент-учитель уже просил у Екатерины Александровны руки её дочери. Однако, не сразу получил согласие; лишь в 1883 году, когда А. А. Марков был уже приват-доцентом, собирался защищать докторскую диссертацию и в перспективе намечалась профессура свадьба состоялась.[источник не указан 2143 дня]